# آق‌اولاک، فکه
اکولاک، فیک (به لاتین: Akoluk, Feke) یک منطقهٔ مسکونی در ترکیه است که در استان آدانا واقع شده‌است.